# バシキール語
バシキール語（バシキールご、バシキール語: （ башҡорт теле [bɑʃqɵrt tɨiɨ]）は、ロシア連邦のバシコルトスタン共和国を中心に居住するバシキール人によって話されるテュルク系言語の一つ。

## 話者
2002年の人口統計では、ロシア連邦内で1,379,000人の話者がバシキール語を母語としている。話者の大半は、バシコルトスタン共和国および、隣接するタタールスタン共和国、ウドムルト共和国に居住する。また、ロシア連邦のペルミ地方、チェリャビンスク州、オレンブルク州、スヴェルドロフスク州、クルガン州、そして、カザフスタン、ウズベキスタンにも話者が存在する。

## 正書法
バシキール人の祖先は、フィン・ウゴル系の民族であったと考えられているが、彼らはかなり初期からブルガール語を受容していた。モンゴルによる征服後は、ジョチ・ウルスの諸部族の間で広く用いられていたキプチャク系テュルク語が普及し、バシキール人もタタール語を書記言語として用いていた。15世紀以降は、バシキール人の間の書記言語はチャガタイ語となった。
バシキール語は、長く正書法を持たず、隣接するタタール語の強い影響下に置かれていたが、1923年には、アラビア文字を用いた最初のバシキール語の正書法が制定され、タタール語からの影響を排除することが目指された。1930年にはラテン文字、1938年にはキリル文字による正書法に切り替えられた。